# Parque Nacional Durmitor
O Parque Nacional Durmitor, de 39.000 hectares é uma área natural protegida na República de Montenegro, que tem seu nome devido ao Monte Durmitor, de 2.522 metros de altura. Foi declarado Patrimônio Mundial pela UNESCO em 1980 com extensão posterior em 2005.

## Nome
O nome Durmitor provem provavelmente das línguas românicas dos Balcãs e significa "dormente".
Existem na região, montanhas com nomes de origem similar como Visitor e Cipitor.

## Parque Nacional
O Parque Nacional Durmitor, criado em 1952, compreende o maciço de Durmitor, os cânions dos rios Tara, Sušica e Draga, e a parte alta de Komarnica, abarcando uma superfície de 390 km². Com 80 km de largura e 1.300m de profundidade, o cânion de Tara, uma parte do Parque Nacional Durmitor, é considerado por seu tamanho a segunda formação geológica deste tipo no mundo depois do Cânion do Colorado, no Arizona, Estados Unidos.

## Turismo
O Monte Durmitor é o centro de turismo da montanha montenegrino. Os recursos turísticos concentram-se na cidade de Žabljak.
Durante o inverno, as principais atividades em Durmitor são o esqui e, cada vez mais, o snowboard. No verão, as atividades passam a ser o montanhismo, escalada e o turismo recreativo. Uma das atrações mais proeminentes do monte Durmitor sçao os 18 lagos glaciais, sendo o Lago Crno o mais conhecido.